# قلمرو اجاره‌ای کوانتونگ
قلمروی اجاره‌ای کوانتونگ (به ژاپنی: 關東州, Kantō-shū) یک منطقهٔ اجاره شده توسط امپراتوری ژاپن در شبه‌جزیره لیائودونگ از ۱۹۰۵ تا ۱۹۴۵ بود.